# 李師師
李 師師（り しし）は、北宋末期の美妓。徽宗の妃嬪。

## 略歴
開封の染匠の王寅の娘。母は難産のため死去し、父も早くに亡くし、養祖母の姓である李姓を称した。開封の名妓として知られ、崔念奴と共に最優秀な女性歌手として評価された。秦観・周邦彦らの詩人とことごとく知り合った。その後、趙元奴などと共に徽宗の寵姫となって、多くの財帛を賞賜された。反乱軍の首領の宋江も、徽宗から招安のため李師師に賄賂を贈った。瀛国夫人を授され、才人にいたった。
欽宗が皇帝に即位すると、軍費のため李師師の財帛は全て没収された。靖康元年（1126年）、金軍が開封を陥落させた際、李師師は混乱により行方不明となった。変装して逃亡したと考えるのが通説であるが、自殺したあるいは出家したとも言われた。

## 小説
- 『水滸伝』